# Подрусів
Подрусів (пол. Podrusów, Подрусув) — частина села Майдан Сопоцький Другий у Польщі, в Люблінському воєводстві Томашівського повіту, ґміни Сусець.

## Історія
Первісним населенням були русини-лемки, які компактно проживали на своїх історичних землях.
За даними етнографічної експедиції 1869—1870 років під керівництвом Павла Чубинського, населення села порівну становили українськомовні греко-католики та польськомовні римо-католики.

## Особистості

### Народилися
- Ярослав Бурд (нар. 1945) — український живописець.